# Olivais (stație de metrou din Lisabona)
Olivais este o stație de pe linia roșie a metroului din Lisabona. Stația este amplasată la 36 de metri adâncime sub strada Rua Cidade de Bissau, la intersecția cu Rua Cidade de Luanda.

## Istoric
Stația fost inaugurată pe 7 noiembrie 1998, în contextul construirii liniei roșii cu scopul prelungirii rețelei metroului până în zona EXPO'98. Proiectul original îi aparține arhitectului Rui Cardim, iar decorațiunile artiștilor plastici Nuno de Siqueira și Cecília de Sousa.
Actuala denumire a fost adoptată destul de târziu. În diversele proiecte publicate de Metroul din Lisabona pentru informare publică până în 1998, numele stației apărea drept „Olivais Sul” (în paralel cu „Olivais Velho” pentru actuala stație Cabo Ruivo).
Pe 26 februarie 2019 au demarat ample lucrări de reabilitare a stației, estimate să dureze 12 luni. Lucrările includ tratamente de prevenire a infiltrațiilor, înlocuirea sistemului de iluminat de la nivelul peroanelor și altor zone din stație, modernizarea lifturilor și a scărilor rulante, refacerea decorațiunilor și igienizare.
Precum toate noile stații ale metroului din Lisabona, Olivais poate deservi și persoanele cu dizabilități locomotorii, fiind echipată cu multiple lifturi și scări rulante care permit un acces facil la peroane.

## Legături

### Autobuze orășenești

#### Carris
- 708 Martim Moniz ⇄ Parque das Nações Norte
- 759 Restauradores ⇄ Estação Oriente (Interface)
- 779 Centro Comercial dos Olivais - circulação
- 781 Cais do Sodré ⇄ Prior Velho[8]